# Équipe de Pologne féminine de hockey sur gazon
Maillots
L'Équipe de Pologne féminine de hockey sur gazon représente la Pologne dans le hockey sur gazon féminin international. Elle a participé aux Jeux olympiques en 1980 à Moscou, en Russie.

## Palmarès

### Jeux olympiques
- 1980 - 6e place

### Championnat d'Europe
- 2015 - 8e place

### Championnat II d'Europe
- 2005 - 8e place
- 2009 - 7e place
- 2011 - 6e place
- 2013 -
- 2017 - 5e place
- 2019 -
- 2021 -

### Championnat III d'Europe
- 2007 -

### Ligue mondiale
- 2014-2015 - 18e place
- 2016-2017 - 19e place

### Hockey Series
- 2018-2019 - Finales